# Inauguratie van John Adams

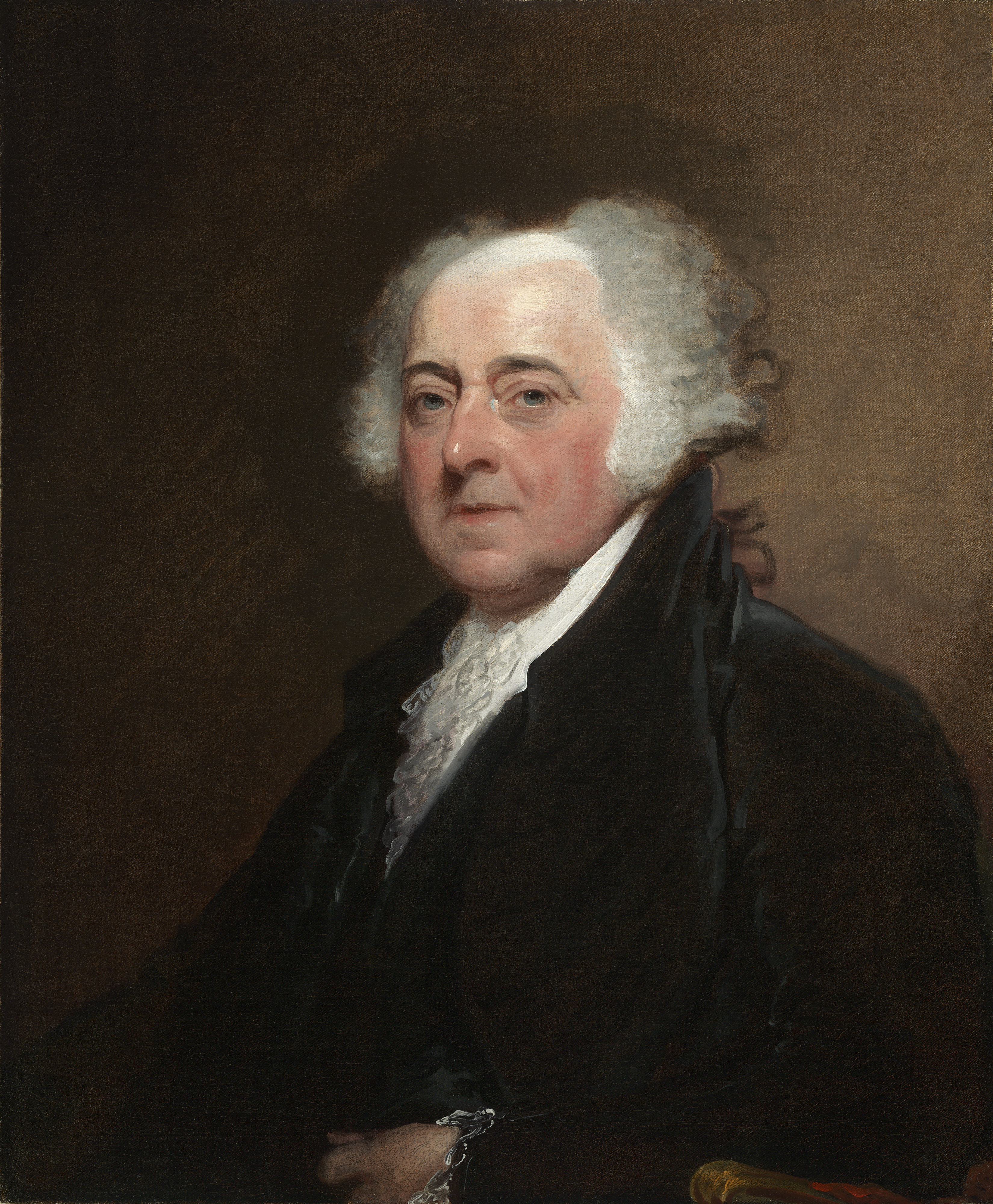
President John Adams.

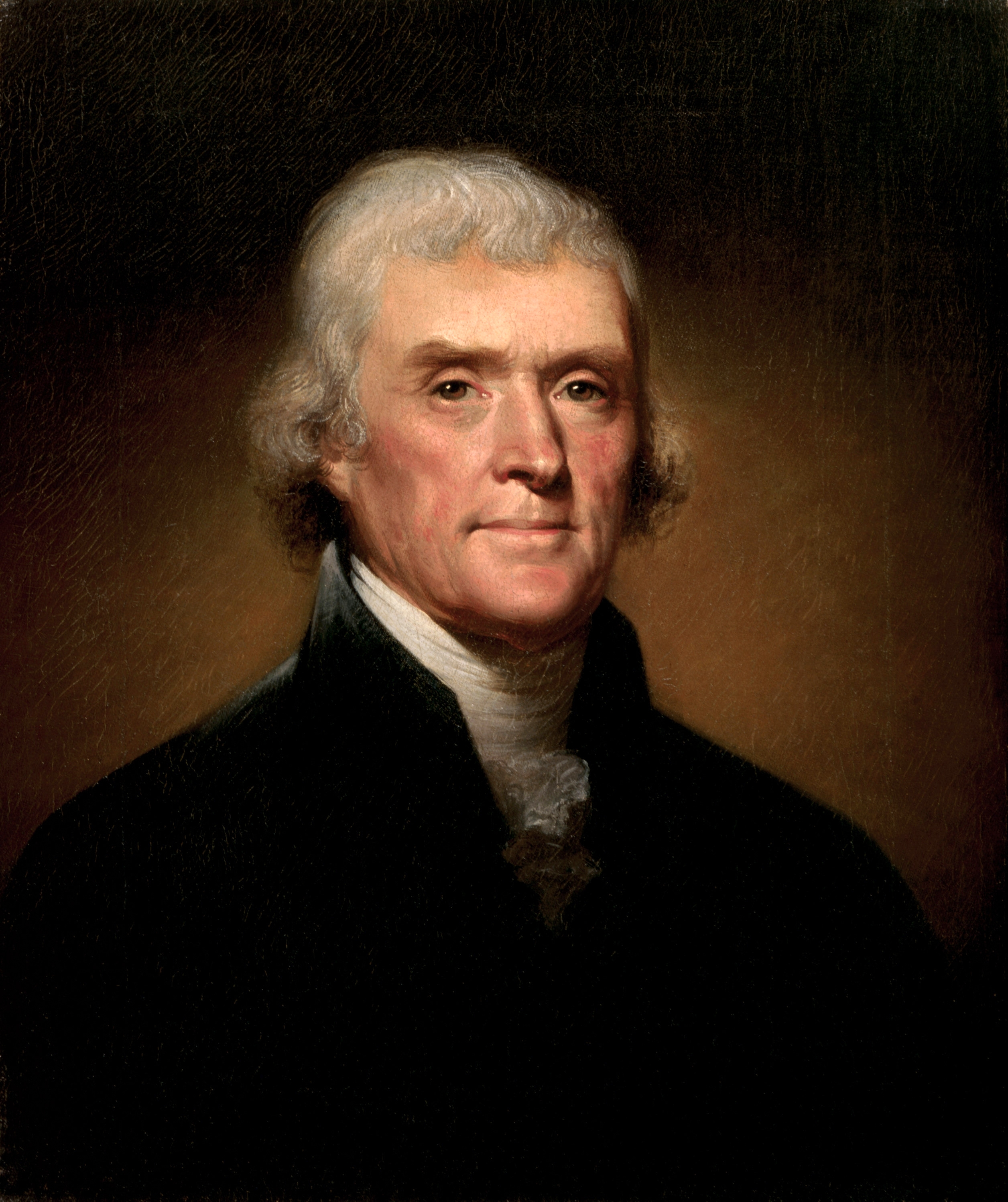
Vicepresident Thomas Jefferson.

De inauguratie van John Adams als tweede president van de Verenigde Staten vond plaats in de Huiszaal van de Congress Hall in Philadelphia, Pennsylvania op zaterdag 4 maart 1797. De inauguratie luidde het begin in van de vierjarige ambtstermijn van John Adams als president en de vierjarige ambtstermijn van Thomas Jefferson als vicepresident van de Verenigde Staten. Adams werd ingezworen door Oliver Ellsworth, opperrechter van de Verenigde Staten. Het was de tweede en laatste presidentiële inauguratie die plaatsvond in Philadelphia.

## Achtergrond
De inauguratie van John Adams volgde op zijn overwinning in de Amerikaanse presidentsverkiezingen van 1796.

## Verloop van de inauguratie
John Adams was de eerste president die zijn eed aflegde in handen van de opperrechter van de Verenigde Staten. Hij was eveneens het eerste staatshoofd dat op vredevolle en wettige wijze zijn nog levende voorganger opvolgde sinds koning Lodewijk I van Spanje in 1724. Vanwege zijn latere nederlaag in de Amerikaanse presidentsverkiezingen van 1800 was Adams tevens de eerste Amerikaanse president die slechts eenmalig werd geïnaugureerd.